# Kearnemalvastrum
Kearnemalvastrum es un género con dos especies de plantas con flores de la familia  Malvaceae. Es originario de Centroamérica. Fue descrito por David Martin Bates y publicado en Brittonia  19(3): 229-232, en el año 1967.  La especie tipo es Kearnemalvastrum lacteum (Aiton) D.M.Bates.

## Especies
- Kearnemalvastrum lacteum (Aiton) D.M.Bates - malvavisco de México[2]
- Kearnemalvastrum subtriflorum